# Adolf Meister
Johan Adolf Christian Meister, född den 31 augusti 1834 i Solna socken, Stockholms län, död den 31 oktober 1905 i Stockholm, var en svensk sjömilitär. Han var far till Axel Meister.
Meister blev sekundlöjtnant vid flottan 1853. Efter anställning i handelsflottan 1855–1858 blev han premiärlöjtnant 1862, kapten 1866, kommendörkapten av andra graden 1880 och av första graden 1884. Meister var chef för ekipagedepartementet vid flottans station i Karlskrona 1880–1884 och chef för Sjökrigsskolan 1884–1890. Han befordrades till kommendör 1889 och var varvschef vid flottans station i Karlskrona 1890–1897. Meister befordrades till konteramiral sistnämnda år och fick samma år avsked med tillstånd att som konteramiral kvarstå i flottans reserv. Han invaldes som ledamot av Örlogsmannasällskapet 1870 och blev hedersledamot 1897. Meister blev riddare av Svärdsorden 1878, kommendör av andra klassen av samma orden 1890 och kommendör av första klassen 1893. Han vilar på Galärvarvskyrkogården i Stockholm.